# Xyrillienii (Star Trek: Enterprise)
„Xyrillienii” (titlu original: „Unexpected”) este al cincilea episod din primul sezon al serialului TV american științifico-fantastic Star Trek: Enterprise. A avut premiera la 17 octombrie 2001.
Episodul a fost regizat de Mike Vejar după un scenariu de Brannon Braga și Rick Berman.

## Prezentare
Trip ajută un echipaj extraterestru să-și repare motoarele, dar, în urma timpului petrecut pe nava acestora, el rămâne însărcinat. 

## Actori ocazionali
- Julianne Christie – Ah'Len
- Randy Oglesby – Trena'L
- Christopher Darga – Captain Vorok
- Regi Davis – Klingon First Officer
- T.L. Kolman – Alien Man
- John Cragen – Crewman
- Drew Howerton – Steward
- Mike Baldridge — Dillard